# Воробьёво (озеро, Карелия)
Воробьёво — пресноводное озеро на территории Малиновараккского сельского поселения Лоухского района Республики Карелии.

## Общие сведения
Площадь озера — 1,6 км². Располагается на высоте 31,6 метров над уровнем моря.
Форма озера лопастная. Берега изрезанные, каменисто-песчаные, местами заболоченные.
С северной стороны озера вытекает безымянный водоток, впадающий в Кандалакшский залив Белого моря.
Код объекта в государственном водном реестре — 02020000711102000001982.